# Norrgölen (Månsarps socken, Småland)
Norrgölen är en sjö i Jönköpings kommun i Småland och ingår i Motala ströms huvudavrinningsområde.

## Galleri

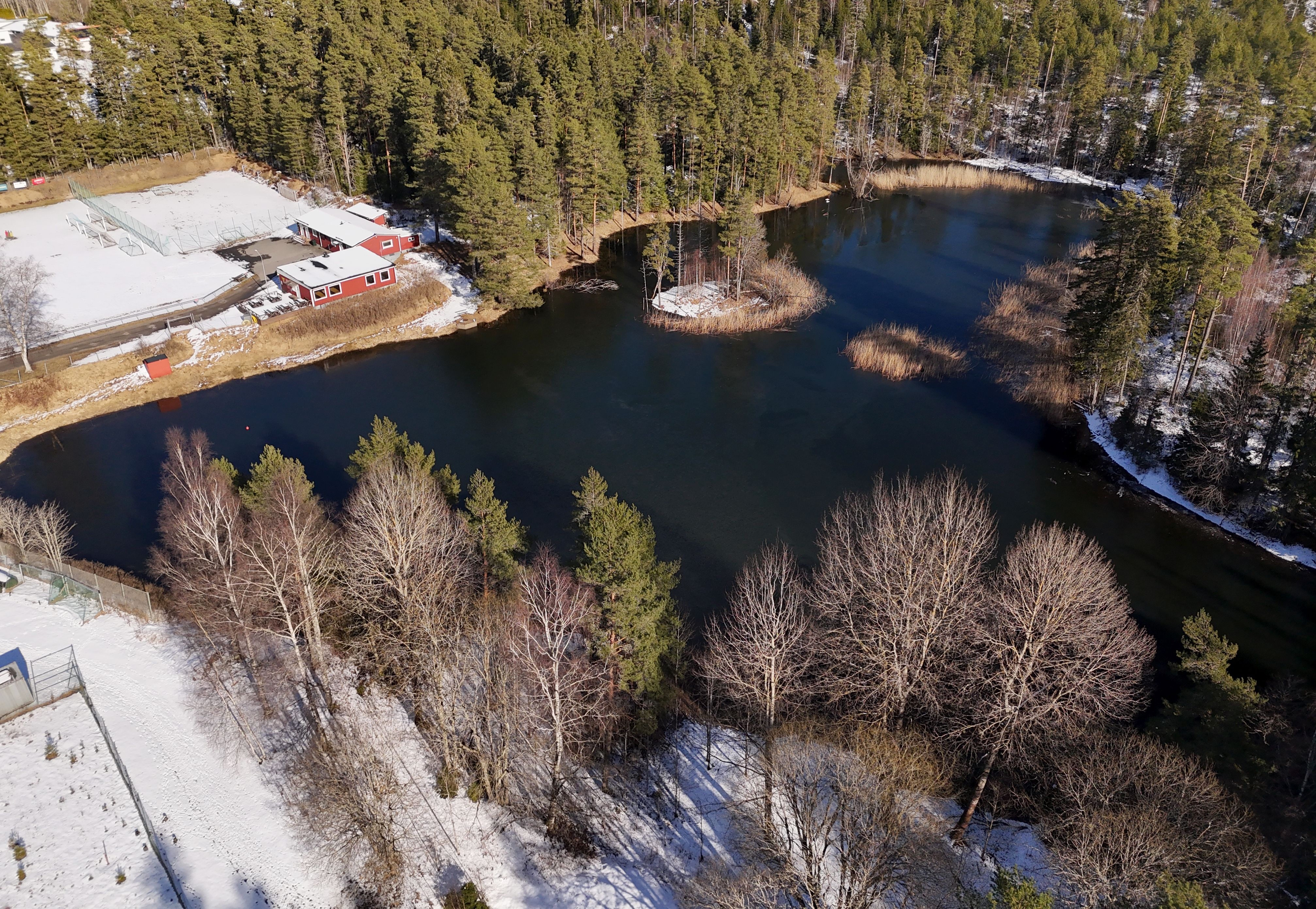
Norrgölen och idrottsanläggningen väster om sjön. Det går flera spår och stigar runt Norrgölen, Svartgölen och Sörgölen.